# Tommy Moe
Thomas Sven „Tommy” Moe (ur. 17 lutego 1970 w Missoula) – amerykański narciarz alpejski, dwukrotny medalista olimpijski i trzykrotny medalista mistrzostw świata juniorów.

## Kariera
Po raz pierwszy na arenie międzynarodowej Tommy Moe pojawił się w 1986 roku, startując na mistrzostwach świata juniorów w Bad Kleinkirchheim. Zajął tam osiemnaste miejsce w zjeździe, a rywalizację w slalomie ukończył na 38. pozycji. Na rozgrywanych rok później mistrzostwach świata juniorów w Hemsedal zdobył srebrny medal w zjeździe, przegrywając tylko z Ursem Lehmannem ze Szwajcarii. Na tych samych mistrzostwach był też czwarty w gigancie, przegrywając walkę o podium z Adriánem Bírešem z Czechosłowacji. Z MŚJ w Madonna di Campiglio w 1988 roku wrócił bez medalu, jednak na rozgrywanych w 1989 roku mistrzostwach świata juniorów w Aleyska zwyciężył w kombinacji i supergigancie. W 1989 roku wystąpił także na mistrzostwach świata w Vail, zajmując dwunaste miejsce w zjeździe i 21. miejsce w supergigancie.
W zawodach Pucharu Świata zadebiutował w wieku 17 lat. Pierwsze pucharowe punkty wywalczył trzy lata później, 13 marca 1990 roku w Åre, zajmując trzynaste miejsce w zjeździe. Były to jedyne jego punkty w sezonie 1989/1990, który ukończył ostatecznie na 97. pozycji. W kolejnym sezonie punktował trzykrotnie, jednak nie przebił się do czołowej dziesiątki. Tym razem w klasyfikacji generalnej zajął 74. miejsce. Nie znalazł się w kadrze USA na rozgrywane w 1991 roku mistrzostwa świata w Saalbach-Hinterglemm.
W sezonie 1991/1992 punktował wielokrotnie, jednak jego najlepszym wynikiem było trzynaste miejsce w zjeździe, wywalczone 7 grudnia 1991 roku w Val d’Isère. W klasyfikacji końcowej dało mu to 79. miejsce. Wystąpił jednak na igrzyskach olimpijskich w Albertville w lutym 1992 roku. Moe zajął tam osiemnaste miejsce w kombinacji, 20. w zjeździe i 28. miejsce w supergigancie. Pierwsze pucharowe podium wywalczył 27 lutego 1993 roku w Whistler, gdzie był drugi w zjeździe. Rozdzielił tam na podium Norwega Atle Skårdala i Austriaka Franza Heinzera. W pozostałych startach sezonu 1992/1993 jeszcze tylko raz znalazł się w czołowej dziesiątce: 21 marca 1993 roku w Kvitfjell był siódmy w supergigancie. Pozwoliło mu to zająć 31. miejsce w klasyfikacji generalnej i dziewiętnaste miejsce w klasyfikacji zjazdu. Wystąpił ponadto na mistrzostwach świata w Morioce, zajmując piąte miejsce w zjeździe i trzynaste w kombinacji.
Największy sukces w karierze osiągnął na igrzyskach olimpijskich w Lillehammer w 1994 roku, gdzie zwyciężył w biegu zjazdowym. W zawodach tych wyprzedził bezpośrednio Norwega Kjetila André Aamodta i Eda Podivinsky'ego z Kanady. Cztery dni później wywalczył także srebrny medal w supergigancie, przegrywając tylko z Niemcem Markusem Wasmeierem o 0,08 sekundy. Ponadto na tych samych igrzyskach zajął także piątą pozycję w kombinacji. W zawodach PŚ wielokrotnie plasował się w pierwszej dziesiątce, w tym pięciokrotnie stawał na podium: 12 grudnia w Val d’Isère był trzeci w supergigancie, 29 grudnia w Bormio, 12 marca w Whistler i 16 marca w Vail zajmował trzecie miejsce w zjeździe, a 13 marca 1994 roku w Whistler odniósł swoje jedyne pucharowe zwycięstwo, wygrywając supergiganta. Sezon 1993/1994 zakończył na ósmym miejscu w klasyfikacji generalnej i zjazdu, trzecim w klasyfikacji supergiganta i czwartym w klasyfikacji kombinacji. Ostatni raz na podium zawodów Pucharu Świata stanął 11 grudnia 1994 roku w Tignes, gdzie był drugi w supergigancie. W pozostałych startach plasował się na przełomie pierwszej i drugiej dziesiątki, co dało mu 28. miejsce w klasyfikacji końcowej sezonu 1994/1995.
Jeszcze pod koniec sezonu 1994/1995 Moe doznał kontuzji prawego kolana, zrywając więzadła. Kilkanaście razy startował w zawodach PŚ w sezonie 1995/1996, jednak ani razu nie zdobył punktów. Ostatecznie nie został sklasyfikowany. Wystąpił jednak na mistrzostwach świata w Sierra Nevada w 1996 roku, zajmując 21. miejsce w zjeździe i 42. miejsce w supergigancie. Startował jeszcze przez dwa kolejne sezonu, jednak nie osiągał żadnych sukcesów. Wystąpił na igrzyskach olimpijskich w Nagano w 1998 roku, zajmując ósme miejsce w supergigancie i dwunaste w zjeździe. Na rozgrywanych rok wcześniej mistrzostwach świata w Sestriere nie wystąpił z powodu kontuzji kciuka.
Jego żoną jest była amerykańska narciarka alpejska, Megan Gerety.

## Osiągnięcia

### Igrzyska olimpijskie
| Miejsce | Dzień     | Rok  | Miejscowość | Konkurencja | Czas biegu  | Strata     | Zwycięzca           |
| ------- | --------- | ---- | ----------- | ----------- | ----------- | ---------- | ------------------- |
| 20.     | 9 lutego  | 1992 | Albertville | Zjazd       | 1:50,37 min | +3,03 s    | Patrick Ortlieb     |
| 28.     | 16 lutego | 1992 | Albertville | Supergigant | 1:13,04 min | +3,50 s    | Kjetil André Aamodt |
| 18.     | 11 lutego | 1992 | Albertville | Kombinacja  | 14,58 pkt   | +67,57 pkt | Josef Polig         |
| 1.      | 13 lutego | 1994 | Lillehammer | Zjazd       | 1:45,75 min | -          | -                   |
| 5.      | 15 lutego | 1994 | Lillehammer | Kombinacja  | 3:17,53 min | +1,88 s    | Lasse Kjus          |
| 2.      | 17 lutego | 1994 | Lillehammer | Supergigant | 1:32,53 min | +0,08 s    | Markus Wasmeier     |
| 12.     | 13 lutego | 1998 | Nagano      | Zjazd       | 1:50,11 min | +1,32 s    | Jean-Luc Crétier    |
| 8.      | 16 lutego | 1998 | Nagano      | Supergigant | 1:34,82 min | +1,15 s    | Hermann Maier       |

### Mistrzostwa świata
| Miejsce | Dzień     | Rok  | Miejscowość   | Konkurencja | Czas biegu  | Strata  | Zwycięzca         |
| ------- | --------- | ---- | ------------- | ----------- | ----------- | ------- | ----------------- |
| 12.     | 6 lutego  | 1989 | Vail          | Zjazd       | 2:10,39 min | +1,88 s | Hansjörg Tauscher |
| 42.     | 8 lutego  | 1989 | Vail          | Supergigant | 1:38,81 min | ?       | Martin Hangl      |
| 13.     | 8 lutego  | 1993 | Morioka       | Kombinacja  | 34,22 pkt   | ?       | Lasse Kjus        |
| 5.      | 11 lutego | 1993 | Morioka       | Zjazd       | 1:32,06 min | +1,03 s | Urs Lehmann       |
| 42.     | 13 lutego | 1996 | Sierra Nevada | Supergigant | 1:21,80 min | +3,43 s | Atle Skårdal      |
| 21.     | 17 lutego | 1996 | Sierra Nevada | Zjazd       | 2:00,17 min | +2,88 s | Patrick Ortlieb   |
| DNF     | 19 lutego | 1996 | Sierra Nevada | Kombinacja  | 3:31,95 min | -       | Marc Girardelli   |

### Mistrzostwa świata juniorów
| Miejsce | Dzień       | Rok  | Miejscowość          | Konkurencja | Czas biegu  | Strata   | Zwycięzca             |
| ------- | ----------- | ---- | -------------------- | ----------- | ----------- | -------- | --------------------- |
| 18.     | 20 lutego   | 1986 | Bad Kleinkirchheim   | Zjazd       | 1:41,03 min | +2,54 s  | William Besse         |
| 32.     | 23 lutego   | 1986 | Bad Kleinkirchheim   | Slalom      | 1:53,81 min | +12,98 s | Anders Lundqvist      |
| 4.      | 22 marca    | 1987 | Sälen                | Gigant      | 2:31,70 min | +1,72 s  | Thomas Wolf           |
| 2.      | 26 marca    | 1987 | Hemsedal             | Zjazd       | 1:25,72 min | +0,08 s  | Urs Lehmann           |
| 4.      | 27 stycznia | 1988 | Madonna di Campiglio | Zjazd       | 1:33,15 min | +0,47 s  | Kaspar Gilgenrainer   |
| 24.     | 28 stycznia | 1988 | Madonna di Campiglio | Supergigant | 1:35,26 min | +2,77 s  | Jeremy Nobis          |
| 13.     | 29 stycznia | 1988 | Madonna di Campiglio | Gigant      | 2:05,55 min | +1,74 s  | Gregor Grilc          |
| 25.     | 30 stycznia | 1988 | Madonna di Campiglio | Slalom      | 1:42,30 min | +6,29 s  | Stefan Szałamanow     |
| 7.      | 30 stycznia | 1988 | Madonna di Campiglio | Kombinacja  | ?           | ?        | Konstantin Czistiakow |
| 5.      | 5 kwietnia  | 1989 | Aleyska              | Zjazd       | 1:28,93 min | +0,43 s  | Ed Podivinsky         |
| 1.      | 6 kwietnia  | 1989 | Aleyska              | Supergigant | 1:17,59 min | -        | -                     |
| 7.      | 7 kwietnia  | 1989 | Aleyska              | Gigant      | 2:17,20 min | +2,67 s  | Jeremy Nobis          |
| 22.     | 8 kwietnia  | 1989 | Aleyska              | Slalom      | 1:39,32 min | +7,05 s  | Sergio Bergamelli     |

### Puchar Świata

#### Miejsca w klasyfikacji generalnej
- sezon 1989/1990: 97.
- sezon 1990/1991: 74.
- sezon 1991/1992: 79.
- sezon 1992/1993: 31.
- sezon 1993/1994: 8.
- sezon 1994/1995: 28.
- sezon 1996/1997: 87.
- sezon 1997/1998: 72.

#### Zwycięstwa w zawodach
1. Whistler Mountain – 13 marca 1994 (supergigant)

#### Pozostałe miejsca na podium
1. Whistler – 27 lutego 1993 (zjazd) – 2. miejsce
2. Val d’Isère – 12 grudnia 1993 (supergigant) – 3. miejsce
3. Bormio – 29 grudnia 1993 (zjazd) – 3. miejsce
4. Whistler – 12 marca 1994 (zjazd) – 3. miejsce
5. Vail – 16 marca 1994 (zjazd) – 3. miejsce
6. Tignes – 11 grudnia 1994 (supergigant) – 2. miejsce